# Delarbrea collina
Delarbrea collina é uma espécie de Delarbrea.